# تایرا نو کوره‌موری
تایرا نو کوره‌موری (به ژاپنی: 平維盛 Taira no Koremori); (تاریخ ورودی نامعتبر است – ۱۰ مهٔ ۱۱۸۴) یک سامورایی اهل ژاپن بود. وی پسر ارشد تایرا نو شیگه‌موری و نوهٔ تایرا نو کیوموری بود. برادر وی تایرا نو سوکه‌موری نام داشت و تایرا نو چیکازانه/ اودا چیکازانه پسر ارشد سوکه‌موری بود. اودا نوبوناگا ادعا داشت که از نسل تایرا نو چیکازانه است. 